# آلبرتو مینتی
آلبرتو مینتی (ایتالیایی: Alberto Minetti؛ زادهٔ ۱۸ مهٔ ۱۹۵۷) دوچرخه‌سوار اهل ایتالیا است.